# Anne-Lien Goeminne
Anne-Lien C.S.M. Goeminne (Kortrijk, 24 augustus 2006) is een Belgische zangeres en poëte. Als artiest gebruikt ze slechts haar voornaam Anne-Lien. In 2021 bracht ze haar debuutsingle i miss u tho uit als onafhankelijk artiest. Twee jaar later volgden haar eerste twee albums, snippets from a past: chapter 1 en snippets from a past: chapter 2. Ze vatte haar hogere studies aan in datzelfde jaar, 2023, aan het Conservatorium Maastricht, waar ze Jazz Vocals studeert.

## Biografie
Anne-Lien werd geboren in Kortrijk in West-Vlaanderen waar ze de eerste 17 jaren van haar leven actief doorbracht met haar familie.
Opgegroeid in een evangelisch-christelijke omgeving, was muziek steeds een belangrijk element in haar leven. Ondertussen nam ze afstand van religie.
Op 7-jarige leeftijd begon ze lessen te volgen in de lokale muziekacademie, waar ze in totaal 10 jaar zowel klassieke als moderne piano studeerde bij Marijke Bonte. In 2019 schreef Anne-Lien zich in het Conservatorium van Kortrijk in, om acteer-, dans-, compositie- en zanglessen te volgen gedurende de daaropvolgende jaren.
Voor de Gedichtendag 2021 met het thema “Samen” schreef ze een gelijknamig gedicht dat in de prijzen viel met de hashtag #samendichter. Ze kroonde zich met dit gedicht tot een van de vijf winnaars.
Datzelfde jaar bracht ze haar debuutsingle i miss u tho uit als onafhankelijk artiest op alle muziekplatformen. De tekst en muziek schreef ze zelf, productie was in samenwerking met producer, mixing en mastering engineer Alexis Seys.
In het voorjaar van 2022 begon ze aan haar eerste twee albums onder de noemer snippets from a past met in het najaar de eerste studiosessies bij Alexis Seys. Op het einde van ditzelfde jaar bracht ze nog een kerstsingle winter’s whisper uit met haar broer Pieter-Jan Goeminne die vocals en saxofoon op zich nam. Kort daarna kwam ook de track Illusion of Love van Sentin uit, waarop ze de tekst en vocals schreef en inzong.
Op 7 april 2023 werd de release van haar eerste EP, het chapter 1, een feit. Vijf maanden later startte ze met haar studies Jazz Vocals aan het Conservatorium Maastricht. Door middel van tussentijdse pre-releases bouwde ze verder aan haar discografie met op 17 november 2023 haar tweede EP, chapter 2. Er werd naar aanleiding van het geheel van de twee albums een podcast opgenomen in samenwerking met Student Radio Maastricht, die in december verscheen op SoundCloud.
In diezelfde periode zong ze mee op het Tempus Cucumis-album, Rêves, op de titeltrack Rêves 1.
Sinds november 2023 werd Anne-Liens muziek gedraaid op de Vlaamse radiozender Radio2.

## Discografie

### Albums
| Album                           | Datum van verschijnen | Uitgever      |
| ------------------------------- | --------------------- | ------------- |
| snippets from a past: chapter 1 | 7 april 2023          | onafhankelijk |
| snippets from a past: chapter 2 | 17 november 2023      | onafhankelijk |

### Singles
| Single            | Datum van verschijnen | Album                           | Uitgever      |
| ----------------- | --------------------- | ------------------------------- | ------------- |
| i miss u tho      | 10 augustus 2021      | —                               | onafhankelijk |
| lost with my flow | 8 maart 2022          | —                               | onafhankelijk |
| winter’s whisper  | 16 december 2022      | —                               | onafhankelijk |
| song about hope   | 13 januari 2023       | snippets from a past: chapter 2 | onafhankelijk |
| another day       | 19 februari 2023      | snippets from a past: chapter 1 | onafhankelijk |
| did i miss out?   | 4 augustus 2023       | snippets from a past: chapter 2 | onafhankelijk |
| dear, love        | 6 oktober 2023        | snippets from a past: chapter 2 | onafhankelijk |

### Gastbijdragen
| Nummer           | Artiest        | Datum van verschijnen | Album            | Uitgever             |
| ---------------- | -------------- | --------------------- | ---------------- | -------------------- |
| Illusion of Love | Sentin         | 30 december 2022      | Illusion of Love | onafhankelijk        |
| Rêves 1          | Tempus Cucumis | 7 december 2023       | Rêves            | Adipem Orbis Records |